# حارة شعفل (صنعاء)
شعفل هي إحدى حارات حي سدس الروض بمدينة الروضة شمال العاصمة اليمنية "صنعاء"، بلغ تعداد سكانها 571 نسمة حسب تعداد اليمن لعام 2004.